# Marc Wauters
Marc Wauters (Hasselt, 23 febbraio 1969) è un dirigente sportivo ed ex ciclista su strada belga, professionista dal 1991 al 2006, e dal 2009 direttore sportivo del team Lotto Dstny.
Specialista delle classiche e delle prove contro il tempo, fu tre volte campione belga a cronometro. In carriera vinse anche la Parigi-Tours nel 1999 e la tappa di Anversa al Tour de France 2001 (nell'occasione vestì per un giorno la maglia gialla di leader della classifica generale).

## Palmarès
- 1991

Liedekerkse Pijl
- 1994

Ster van Zwolle
Ronde van Limburg
Grote Prijs Stad Zottegem
- 1995

5ª tappa Ruta del Sol
- 1996

6ª tappa Quatre Jours de Dunkerque
- 1999

Parigi-Tours
Classifica generale Prudential Tour
1ª tappa Tour de Luxembourg
4ª tappa Tour de Luxembourg
Classifica generale Tour de Luxembourg
Grand Prix Eddy Merckx
1ª tappa Rheinland-Pfalz-Rundfahrt
Classifica generale Rheinland-Pfalz-Rundfahrt
- 2000

Memorial Josef Voegeli
4ª tappa Rheinland-Pfalz-Rundfahrt
Classifica generale Rheinland-Pfalz-Rundfahrt
- 2001

2ª tappa Tour de France (Calais > Anversa)
Grand Prix Eddy Merckx
- 2002

Campionati belgi, Prova a cronometro
- 2003

Campionati belgi, Prova a cronometro
- 2005

Campionati belgi, Prova a cronometro

## Piazzamenti

### Grandi Giri
- Giro d'Italia

2006: ritirato (17ª tappa)
- Tour de France

1992: ritirato (12ª tappa)
1993: 107º
1994: 92º
1995: ritirato (10ª tappa)
1996: 124º
1997: fuori tempo (14ª tappa)
1999: ritirato (2ª tappa)
2000: 43º
2001: ritirato (16ª tappa)
2002: 91º
2003: 115º
2004: 112º
2005: 140º
- Vuelta a España

1998: 74º

### Classiche monumento
- Milano-Sanremo

1993: 151º
1995: 36º
1996: 52º
1997: 38º
1998: 65º
1999: 56º
2000: 19º
2001: ritirato
2002: 139º
2003: 148º
2004: 99º
2005: 132º
2006: ritirato
- Giro delle Fiandre

1993: 26º
1994: 50º
1996: 46º
1997: 28º
1998: 35º
1999: 19º
2000: 28º
2002: 57º
2003: 66º
2004: 51º
2005: 55º
2006: 59º
- Parigi-Roubaix

1995: 52º
1996: 56º
1997: 7º
1998: 46º
1999: 32º
2000: 7º
2002: 20º
2003: 4º
2004: ritirato
2005: 75º
2006: 37º
- Liegi-Bastogne-Liegi

1992: 47º
2000: ritirato
2003: ritirato
- Giro di Lombardia

1991: 100º
1992: 56º
1999: 55º
2000: ritirato
2001: ritirato
2002: ritirato
2003: ritirato

### Competizioni mondiali
- Campionati del mondo

Oslo 1993 - In linea: ritirato
San Sebastián 1997 - In linea: ritirato
Valkenburg 1998 - In linea: 7º
Verona 1999 - In linea: ritirato
Plouay 2000 - In linea: 42º
Lisbona 2001 - In linea: ritirato
Zolder 2002 - In linea: 106º
Hamilton 2003 - Cronometro: 7º
Hamilton 2003 - In linea: 47º
Verona 2004 - Cronometro: 7º
Verona 2004 - In linea: ritirato
Madrid 2005 - In linea: 81º
- Giochi olimpici

Sydney 2000 - In linea: 67º
Atene 2004 - In linea: ritirato
Atene 2004 - Cronometro: 13º